# Списак репрезентативних голова Мирослава Клозеа
Мирослав Клозе је најбољи стрелац фудбалске репрезентације Немачке свих времена, са 71 голом у 137 утакмица између 2001. и 2014. Такође је најбољи стрелац у историји фудбалског Светског првенства, са 16 голова у 24 утакмице на четири првенства од 2002. до 2014. године. Током 13 година колико је Клозе играо за репрезентацију, Немачка никада није изгубила утакмицу у којој је постигао гол. 
Клозе је постигао гол на свом дебију за Немачку, у победи над Албанијом резултатом 2:1, 24. марта 2001. током квалификација за Светско првенство у фудбалу 2002. Дана 13. фебруара 2002. постигао је свој први репрезентативни хет-трик, у победи од 7:1 над Израелом на, његовом тадашњем клупском терену, Фриц Валтер стадиону у Кајзерслаутерну; ово је испраћено још једним хет-триком 18. маја у победи од 6:2 против Аустрије. На свом првом међународном турниру, Светском првенству 2002. у Јужној Кореји и Јапану, Клозе је постигао пет голова и постао други најбољи стрелац турнира, заједно са Бразилцем Ривалдом и иза Роналда. Сви његови голови постигнути су у групној фази, почевши са хет-триком голова постигнутих главом у победи од 8:0 против Саудијске Арабије у Сапоро Домеу.
Клозе је постигао два гола у првој утакмици Светског првенства у фудбалу 2006, у победи над Костариком резултатом 4:2, и постигао још један гол у задњој утакмици групне фазе, победи против Еквадора од 3:0. Поново је завршио своје друго Светско првенство са пет голова и освојио Златну копачку ФИФА Светског првенства. Дана 10. септембра 2008. током квалификација за Светско првенство 2010. постигао је последњи од своја четири репрезентативна хет-трика, у ремију против Финске (3:3). На самом светском првенству је постигао четири гола у Јужној Африци, укључујући два у четвртфиналној победи над Аргентином резултатом 4:0 на свом 100. репрезентативном мечу. Клозе је 6. јуна 2014. постигао свој 69. гол у 132 утакмице у пријатељској победи над Јерменијом резултатом 6:1 у Мајнцу, надмашивши рекорд Герда Милера од 68 голова у 62 утакмице од 1966. до 1974. Клозе је додао још два гола у победи Немачке на Светском првенству у фудбалу 2014. пре него што се пензионисао од репрезентативних наступа са рекордом од 71 гола у 137 утакмица. Његов последњи гол постигао је у победи у полуфиналу првенства од 7:1 над домаћином Бразилом, чиме је постигао 16 голова на Светском првенству и надмашио Роналда као рекордног стрелца турнира.
Поред својих 16 голова на финалним турнирима Светских првенстава, Клозе је постигао још 13 у квалификационим утакмицама, као и три гола на Европском првенству и 16 у квалификационим утакмицама за тај турнир. Остатак његових голова, 23, постигнут је у пријатељским утакмицама. Постигао је шест голова против Аустрије, што је његов највећи резултат против једне земље, а такође је постигао пет голова против Азербејџана и Шведске.

## Голови
Голови Немачке су наведени на првом месту. Колона Гол означава резултат на утакмици након Клозеовог гола.
| #   | Датум               | Стадион                                   | Противник         | Гол | Резултат | Такмичење                 | Реф.   |
| --- | ------------------- | ----------------------------------------- | ----------------- | --- | -------- | ------------------------- | ------ |
| 1.  | 24. март 2001.      | Беј Арена, Леверкузен                     | Албанија          | 2:1 | 2:1      | Квалификације за СП 2002. | [ 11 ] |
| 2.  | 28. март 2001.      | Олимпијски стадион Спиридон Луис, Атина   | Грчка             | 3:2 | 4:2      | Квалификације за СП 2002. | [ 12 ] |
| 3.  | 13. фебруар 2002.   | Стадион Фриц Валтер, Кајзерслаутерн       | Израел            | 1:1 | 7:1      | Пријатељска утакмица      | [ 13 ] |
| 4.  | 13. фебруар 2002.   | Стадион Фриц Валтер, Кајзерслаутерн       | Израел            | 2:1 | 7:1      | Пријатељска утакмица      | [ 13 ] |
| 5.  | 13. фебруар 2002.   | Стадион Фриц Валтер, Кајзерслаутерн       | Израел            | 4:1 | 7:1      | Пријатељска утакмица      | [ 13 ] |
| 6.  | 18. мај 2002.       | Беј Арена, Леверкузен                     | Аустрија          | 1:0 | 6:2      | Пријатељска утакмица      | [ 1 ]  |
| 7.  | 18. мај 2002.       | Беј Арена, Леверкузен                     | Аустрија          | 2:0 | 6:2      | Пријатељска утакмица      | [ 1 ]  |
| 8.  | 18. мај 2002.       | Беј Арена, Леверкузен                     | Аустрија          | 4:2 | 6:2      | Пријатељска утакмица      | [ 1 ]  |
| 9.  | 1. јун 2002.        | Сапоро Арена, Сапоро                      | Саудијска Арабија | 1:0 | 8:0      | Светско првенство 2002.   | [ 2 ]  |
| 10. | 1. јун 2002.        | Сапоро Арена, Сапоро                      | Саудијска Арабија | 2:0 | 8:0      | Светско првенство 2002.   | [ 2 ]  |
| 11. | 1. јун 2002.        | Сапоро Арена, Сапоро                      | Саудијска Арабија | 5:0 | 8:0      | Светско првенство 2002.   | [ 2 ]  |
| 12. | 5. јун 2002.        | Кашима стадион, Кашима                    | Република Ирска   | 1:0 | 1:1      | Светско првенство 2002.   | [ 14 ] |
| 13. | 11. јун 2002.       | Екопа стадион, Шизуока                    | Камерун           | 2:0 | 2:0      | Светско првенство 2002.   | [ 15 ] |
| 14. | 16. октобар 2002.   | ХДИ арена, Хановер                        | Фарска Острва     | 2:1 | 2:1      | Квалификације за ЕП 2004. | [ 16 ] |
| 15. | 11. јун 2003.       | Торсволур, Торсхавн                       | Фарска Острва     | 1:0 | 2:0      | Квалификације за ЕП 2004. | [ 17 ] |
| 16. | 18. фебруар 2004.   | Стадион Пољуд, Сплит                      | Хрватска          | 1:0 | 2:1      | Пријатељска утакмица      | [ 18 ] |
| 17. | 17. новембар 2004.  | Ред бул арена, Лајпциг                    | Камерун           | 2:0 | 3:0      | Пријатељска утакмица      | [ 19 ] |
| 18. | 17. новембар 2004.  | Ред бул арена, Лајпциг                    | Камерун           | 3:0 | 3:0      | Пријатељска утакмица      | [ 19 ] |
| 19. | 16. децембар 2004.  | Међународни стадион Јокохама, Јокохама    | Јапан             | 1:0 | 3:0      | Пријатељска утакмица      | [ 20 ] |
| 20. | 16. децембар 2004.  | Међународни стадион Јокохама, Јокохама    | Јапан             | 3:0 | 3:0      | Пријатељска утакмица      | [ 20 ] |
| 21. | 22. март 2006.      | Сигнал Идуна парк, Дортмунд               | Сједињене Државе  | 3:0 | 4:1      | Пријатељска утакмица      | [ 21 ] |
| 22. | 27. мај 2006.       | Шварцвалд стадион, Фрајбург               | Луксембург        | 1:0 | 7:0      | Пријатељска утакмица      | [ 22 ] |
| 23. | 27. мај 2006.       | Шварцвалд стадион, Фрајбург               | Луксембург        | 4:0 | 7:0      | Пријатељска утакмица      | [ 22 ] |
| 24. | 30. мај 2006.       | Беј Арена, Леверкузен                     | Јапан             | 1:2 | 2:2      | Пријатељска утакмица      | [ 23 ] |
| 25. | 9. јун 2006.        | Алијанц арена, Минхен                     | Костарика         | 2:1 | 4:2      | Светско првенство 2006.   | [ 3 ]  |
| 26. | 9. јун 2006.        | Алијанц арена, Минхен                     | Костарика         | 3:1 | 4:2      | Светско првенство 2006.   | [ 3 ]  |
| 27. | 20. јун 2006.       | Олимпијски стадион у Берлину, Берлин      | Еквадор           | 1:0 | 3:0      | Светско првенство 2006.   | [ 4 ]  |
| 28. | 20. јун 2006.       | Олимпијски стадион у Берлину, Берлин      | Еквадор           | 2:0 | 3:0      | Светско првенство 2006.   | [ 4 ]  |
| 29. | 30. јун 2006.       | Олимпијски стадион у Берлину, Берлин      | Аргентина         | 1:1 | 1:1      | Светско првенство 2006.   | [ 24 ] |
| 30. | 16. август 2006.    | Фелтинс арена, Гелзенкирхен               | Шведска           | 2:0 | 3:0      | Пријатељска утакмица      | [ 25 ] |
| 31. | 16. август 2006.    | Фелтинс арена, Гелзенкирхен               | Шведска           | 3:0 | 3:0      | Пријатељска утакмица      | [ 25 ] |
| 32. | 6. септембар 2006.  | Олимпијски стадион Сан Марино, Серавале   | Сан Марино        | 3:0 | 13:0     | Квалификације за ЕП 2008. | [ 26 ] |
| 33. | 6. септембар 2006.  | Олимпијски стадион Сан Марино, Серавале   | Сан Марино        | 5:0 | 13:0     | Квалификације за ЕП 2008. | [ 26 ] |
| 34. | 8. септембар 2007.  | Миленијум, Кардиф                         | Велс              | 1:0 | 2:0      | Квалификације за ЕП 2008. | [ 27 ] |
| 35. | 8. септембар 2007.  | Миленијум, Кардиф                         | Велс              | 2:0 | 2:0      | Квалификације за ЕП 2008. | [ 27 ] |
| 36. | 17. новембар 2007.  | ХДИ арена, Хановер                        | Кипар             | 2:0 | 4:0      | Квалификације за ЕП 2008. | [ 28 ] |
| 37. | 6. фебруар 2008.    | Стадион Ернст Хапел, Беч                  | Аустрија          | 2:0 | 3:0      | Пријатељска утакмица      | [ 29 ] |
| 38. | 26. март 2008.      | Сент Јакоб Парк, Базел                    | Швајцарска        | 1:0 | 4:0      | Пријатељска утакмица      | [ 30 ] |
| 39. | 27. мај 2008.       | Стадион Фриц Валтер, Кајзерслаутерн       | Белорусија        | 1:0 | 2:2      | Пријатељска утакмица      | [ 31 ] |
| 40. | 19. јун 2008.       | Сент Јакоб Парк, Базел                    | Португалија       | 2:0 | 3:2      | Европско првенство 2008.  | [ 32 ] |
| 41. | 25. јун 2008.       | Сент Јакоб Парк, Базел                    | Турска            | 2:1 | 3:2      | Европско првенство 2008.  | [ 33 ] |
| 42. | 10. септембар 2008. | Олимпијски стадион у Хелсинкију, Хелсинки | Финска            | 1:1 | 3:3      | Квалификације за СП 2010. | [ 5 ]  |
| 43. | 10. септембар 2008. | Олимпијски стадион у Хелсинкију, Хелсинки | Финска            | 2:2 | 3:3      | Квалификације за СП 2010. | [ 5 ]  |
| 44. | 10. септембар 2008. | Олимпијски стадион у Хелсинкију, Хелсинки | Финска            | 3:3 | 3:3      | Квалификације за СП 2010. | [ 5 ]  |
| 45. | 12. август 2009.    | Тофик Бахрамов стадион, Баку              | Азербејџан        | 2:0 | 2:0      | Квалификације за СП 2010. | [ 34 ] |
| 46. | 9. септембар 2009.  | ХДИ арена, Хановер                        | Азербејџан        | 2:0 | 4:0      | Квалификације за СП 2010. | [ 35 ] |
| 47. | 9. септембар 2009.  | ХДИ арена, Хановер                        | Азербејџан        | 3:0 | 4:0      | Квалификације за СП 2010. | [ 35 ] |
| 48. | 10. октобар 2009.   | Стадион Лужњики, Москва                   | Русија            | 1:0 | 1:0      | Квалификације за СП 2010. | [ 36 ] |
| 49. | 13. јун 2010.       | Стадион Мозиз Мабида, Дурбан              | Аустралија        | 2:0 | 4:0      | Светско првенство 2010.   | [ 37 ] |
| 50. | 27. јун 2010.       | Стадион Фри стејт, Блумфонтејн            | Енглеска          | 1:0 | 4:1      | Светско првенство 2010.   | [ 38 ] |
| 51. | 3. јул 2010.        | Стадион Кејптаун, Кејптаун                | Аргентина         | 2:0 | 4:0      | Светско првенство 2010.   | [ 6 ]  |
| 52. | 3. јул 2010.        | Стадион Кејптаун, Кејптаун                | Аргентина         | 4:0 | 4:0      | Светско првенство 2010.   | [ 6 ]  |
| 53. | 3. септембар 2010.  | Стадион краља Бодуена, Брисел             | Белгија           | 1:0 | 1:0      | Квалификације за ЕП 2012. | [ 39 ] |
| 54. | 7. септембар 2010.  | Стадион Рајненергија, Колоњ               | Азербејџан        | 3:0 | 6:1      | Квалификације за ЕП 2012. | [ 40 ] |
| 55. | 7. септембар 2010.  | Стадион Рајненергија, Колоњ               | Азербејџан        | 6:1 | 6:1      | Квалификације за ЕП 2012. | [ 40 ] |
| 56. | 8. октобар 2010.    | Олимпијски стадион у Берлину, Берлин      | Турска            | 1:0 | 3:0      | Квалификације за ЕП 2012. | [ 41 ] |
| 57. | 8. октобар 2010.    | Олимпијски стадион у Берлину, Берлин      | Турска            | 3:0 | 3:0      | Квалификације за ЕП 2012. | [ 41 ] |
| 58. | 12. октобар 2010.   | Астана арена, Астана                      | Казахстан         | 1:0 | 3:0      | Квалификације за ЕП 2012. | [ 42 ] |
| 59. | 9. фебруар 2011.    | Сигнал Идуна парк, Дортмунд               | Италија           | 1:0 | 1:1      | Пријатељска утакмица      | [ 43 ] |
| 60. | 26. март 2011.      | Стадион Фриц Валтер, Кајзерслаутерн       | Казахстан         | 1:0 | 4:0      | Квалификације за ЕП 2012. | [ 44 ] |
| 61. | 26. март 2011.      | Стадион Фриц Валтер, Кајзерслаутерн       | Казахстан         | 4:0 | 4:0      | Квалификације за ЕП 2012. | [ 44 ] |
| 62. | 2. септембар 2011.  | Фелтинс арена, Гелзенкирхен               | Аустрија          | 1:0 | 6:2      | Квалификације за ЕП 2012. | [ 45 ] |
| 63. | 15. новембар 2011.  | Фолкспаркстадион, Хамбург                 | Холандија         | 2:0 | 3:0      | Пријатељска утакмица      | [ 46 ] |
| 64. | 22. јун 2012.       | Градски стадион у Гдањску, Гдањск         | Грчка             | 3:1 | 4:2      | Европско првенство 2012.  | [ 47 ] |
| 65. | 12. октобар 2012.   | Стадион Авива, Даблин                     | Република Ирска   | 4:0 | 6:1      | Квалификације за СП 2014. | [ 48 ] |
| 66. | 16. октобар 2012.   | Олимпијски стадион у Берлину, Берлин      | Шведска           | 1:0 | 4:4      | Квалификације за СП 2014. | [ 49 ] |
| 67. | 16. октобар 2012.   | Олимпијски стадион у Берлину, Берлин      | Шведска           | 2:0 | 4:4      | Квалификације за СП 2014. | [ 49 ] |
| 68. | 6. септембар 2013.  | Алијанц арена, Минхен                     | Аустрија          | 1:0 | 3:0      | Квалификације за СП 2014. | [ 50 ] |
| 69. | 6. јун 2014.        | Кофац арена, Мајнц                        | Јерменија         | 4:1 | 6:1      | Пријатељска утакмица      | [ 7 ]  |
| 70. | 21. јун 2014.       | Стадион Кастелао, Форталеза               | Гана              | 2:2 | 2:2      | Светско првенство 2014.   | [ 51 ] |
| 71. | 8. јул 2014.        | Минеирао, Бело Оризонте                   | Бразил            | 2:0 | 7:1      | Светско првенство 2014.   | [ 8 ]  |

## Статистика

### Наступи и голови по годинама
| Репрезентација | Година | Утакмице | Голови |
| -------------- | ------ | -------- | ------ |
| Немачка        |        |          |        |
| 2001           | 7      | 2        |        |
| 2002           | 17     | 12       |        |
| 2003           | 10     | 1        |        |
| 2004           | 11     | 5        |        |
| 2005           | 5      | 0        |        |
| 2006           | 17     | 13       |        |
| 2007           | 5      | 3        |        |
| 2008           | 15     | 8        |        |
| 2009           | 6      | 4        |        |
| 2010           | 12     | 10       |        |
| 2011           | 8      | 5        |        |
| 2012           | 13     | 4        |        |
| 2013           | 4      | 1        |        |
| 2014           | 7      | 3        |        |
| Укупно         | Укупно | 137      | 71     |

### Наступи и голови по такмичењима
| Такмичење                           | Утакмице | Голови |
| ----------------------------------- | -------- | ------ |
| Квалификације за Светско првенство  | 19       | 13     |
| Светско првенство                   | 24       | 16     |
| Квалификације за Европско првенство | 23       | 16     |
| Европско првенство                  | 6        | 3      |
| Пријатељске утакмице                | 65       | 23     |
| Укупно                              | 137      | 71     |

### Голови по репрезентацијама
| Противник         | Голови |
| ----------------- | ------ |
| Аустрија          | 6      |
| Азербејџан        | 5      |
| Шведска           | 4      |
| Аргентина         | 3      |
| Камерун           | 3      |
| Финска            | 3      |
| Израел            | 3      |
| Јапан             | 3      |
| Казахстан         | 3      |
| Саудијска Арабија | 3      |
| Турска            | 3      |
| Костарика         | 2      |
| Еквадор           | 2      |
| Фарска Острва     | 2      |
| Грчка             | 2      |
| Луксембург        | 2      |
| Република Ирска   | 2      |
| Сан Марино        | 2      |
| Велс              | 2      |
| Албанија          | 1      |
| Јерменија         | 1      |
| Аустралија        | 1      |
| Белорусија        | 1      |
| Белгија           | 1      |
| Бразил            | 1      |
| Хрватска          | 1      |
| Кипар             | 1      |
| Енглеска          | 1      |
| Гана              | 1      |
| Италија           | 1      |
| Холандија         | 1      |
| Португалија       | 1      |
| Русија            | 1      |
| Швајцарска        | 1      |
| Сједињене Државе  | 1      |
| Укупно            | 71     |